# Cryptopygus albaredai
Cryptopygus albaredai är en urinsektsart som beskrevs av Selga 1962. Cryptopygus albaredai ingår i släktet Cryptopygus och familjen Isotomidae. Arten är reproducerande i Sverige. Inga underarter finns listade i Catalogue of Life.